# Tibet Information Network
Tibet Information Network (TIN) est une organisation indépendante d’information et de recherche sur le Tibet, fondée à Londres en 1987 et disparue en 2005 par manque de financement.

## Histoire
TIN est fondé en 1987 par Nicholas Howen et Robert Barnett à la suite des troubles au Tibet de 1987, auxquels ils ont assisté. Robert Barnett en est le directeur jusqu'en 1998. 
Richard Oppenheimer lui succède jusqu'en 2001.
Thierry Dodin, un tibétologue français de l'université de Bonn, en est le dernier directeur, de 2002 à août 2005. 
Tsering Shakya a été directeur de recherche pour TIN.
Kate Saunders a été analyste pour TIN.
TIN est rapidement devenu le principal fournisseur indépendant de nouvelles sur le Tibet. 
Il couvre les aspects politiques, économiques, environnementaux ainsi que les droits de l'homme au Tibet et édite plusieurs publications.
Son succès repose sur un vaste réseau de Tibétains à l’intérieur et à l’extérieur du Tibet qui ont fourni des informations, souvent à des risques personnels considérables. 
En tant que journaliste cofondateur de TIN, Robert Barnett s'exprime à la Conférence des journalistes du 25 mai 1991 à l'Assemblée Nationale à Paris organisée à l'occasion de l'année internationale du Tibet.
TIN a fermé ses portes en septembre 2005 à la suite d'un manque de fonds ayant entraîné sa faillite. 
L'héritage de TIN comprend ses mises à jour et ses rapports publiés. Celles-ci resteront dans le domaine public en tant que témoignage du processus de changement rapide qui a eu lieu au Tibet au cours des quinze dernières années.

## TibetInfoNet
TibetInfoNet, un site fondé en 2005 par le dernier directeur de TIN Thierry Dodin, est une organisation à but non lucratif, initiative privée créée par un réseau de contributeurs au Tibet Information Network, désormais disparu, mais qui n’a aucun lien juridique ou institutionnel avec cette organisation,. Le site est archivé par la Bibliothèques de l'Université Columbia.

## Publications

### Livres
- (en) Tibetan medicine in contemporary Tibet : health and health care in Tibet II, 2004
- (en) Unity and discord : music and politics in contemporary Tibet, 2004
- (en) Mining Tibet : mineral exploitation in Tibetan areas of the PRC,  2002
- (en) In the interests of the state: hostile elements III ; political imprisonment in Tibet, 1987-2001, Steven D. Marshall, 2002, 108 p.
- (en) Delivery and deficiency: health and health care in Tibet I, 2002, 88 p.
- (en) Invisible chains : life after release for Tibetan political prisoners, 2001
- (en) Suppressing dissent : hostile elements II ; political imprisonment in Tibet, 1987-2000, Steven D Marshall, 2001
- (en) China's Great Leap West, 2000
- (en) A sea of bitterness : patriotic education in Qinghai monasteries, 1999
- (en) Social evils : prostitution and pornography in Lhasa, 1999
- (en) Hostile elements : a study of political imprisonment in Tibet 1987-1998, Steven D Marshall, 1999
- (en) Relative freedom? : Tibetan Buddhism and religious policy in Kandze, Sichuan, 1987-1999, 1999
- (en) Documents and statements from Tibet, 1996-1997, 1998
- (en) Choekyi Gyaltsen (trad. du chinois, préf. Robert Barnett), A Poisoned Arrow : The Secret Report of the 10th Panchen Lama [« 七万言书 »] [« Pétition en 70 000 caractères »], vol. 29, Londres, Tibet Information Network,‎ 1997, 315 p. (ISBN 0-9532011-1-2, présentation en ligne).
- (en) Robert Barnett, Victoria Connor et Tsering Shakya Leaders in Tibet: a directory, 1997,  (ISBN 978-0953201105)
- (en) Cutting Off the Serpent's Head: Tightening Control in Tibet, 1994-1995, (Robert Barnett, Human Rights Watch, Asia Staff), 1996
- (en) Documents and Statements from Tibet, 1995
- (en) Restrictions on Religion in Tibet, 1994, 1995
- (en) Political prisoners in Tibet, 1992
- (en) Defying the dragon : China and human rights in Tibet, avec Lawasia Human Rights Standing Committee, 1991

### Articles
- Yulo Dawa Tsering Passes Away, 22 février 2002 (à propos de Yulo Tulku Dawa Tsering)